# Felipe Martínez Rico
Felipe Martínez Rico (Bilbao, 27 de març de 1975) és un funcionari que va treballar al costat de Cristóbal Montoro al Ministeri d'Hisenda d'Espanya. Els seus germans Ricardo i Julia han estat funcionaris amb diversos càrrecs relacionats amb les finances de l'Estat.

## Trajectòria
Llicenciat en econòmiques per la Universitat de Saragossa amb el número 1 de la seva promoció, esdevingué tècnic comercial de l'Estat amb dret a entrar al repartiment de càrrecs internacionals i oficines comercials.
Des del 2003 ha ocupat càrrecs als ministeris d'Economia i Hisenda. Després de les eleccions del 2008 i durant les etapes de Pedro Solbes i Elena Salgado va ser subdirector general d'Anàlisi Sectorial. El desembre del 2011 Cristóbal Montoro el va escollir perquè fos el seu cap de gabinet, un càrrec que va tenir fins al 2016, quan esdevingué subsecretari del Ministeri d'Hisenda, l'alt càrrec amb més poder en aquest ministeri.
El febrer del 2018 es va conèixer que deixaria el ministeri per anar a la cúpula del Banc Europeu de Reconstrucció i Desenvolupament, una institució de la Unió Europea creada per finançar projectes als països de l'Est europeus. El 9 de juny del 2018 es va comunicar el cessament com a subsecretari d'Hisenda al BOE.

## Assessoria
La relació d'ell i el seu germà amb els germans Montoro ha estat molt estreta. Felipe és germà de Ricardo Martínez Rico, que el 1994 fou nomenat cap del gabinet tècnic del subsecretari d'Economia, i el 2003 passà per ser secretari d'Estat de Pressupostos. Cessat amb l'arribada del PSOE el 2004, dos anys després va emprendre una etapa al costat de Cristóbal Montoro, amb l'assessoria Montoro y Asociados que Montoro deixaria el 2008 per tornar a la política. L'empresa passà a dir-se Equipo Económico i Montoro fou substituït pel seu germà, Ricardo Montoro. Per altra banda, la seva germana Julia Martínez Rico va ser subdirectora general de Fiscalitat Internacional.